# Lutak
Lutak é uma Região censo-designada localizada no estado americano de Alasca, no Distrito de Haines.

## Demografia
Segundo o censo americano de 2000, a sua população era de 39 habitantes.

## Geografia
De acordo com o United States Census Bureau, a localidade tem uma área de 346,2 km², dos quais 331,6 km² cobertos por terra e 14,6 km² cobertos por água.

## Localidades na vizinhança
O diagrama seguinte representa as localidades num raio de 32 km ao redor de Lutak.